# Митлашівка
Ми́тлашівка — село в Україні, у Золотоніському районі Черкаської області. Входить до складу Драбівської селищної громади.

## Географія
Село розташоване за 12 км від центру громади — селища Драбів та за 2 км від залізничної станції Драбове-Барятинське. На півночі села протікає річка Чумгак, знаходиться гідрологічний заказник «Старорічище» загальною площею 37,8 га.

## Історія
Митлашівка виникла в XVII столітті і на карті 1650 року французького географа та дослідника Боплана нанесене як велике поселення на річці Чумгак. Його назву виводять від слова «мітла». Буцімто першопоселенцем був селянин, який з лози, берези виготовляв мітли й продавав їх на місцевих базарах. Від того й прозвали його мітлашем. Згодом так назвали поселення, а голосна «і» в першому складі помінялась з часом на «и».
За часів козаччини належала до Яблунівської сотні Лубенського полку.
З 1780 у селі є Миколаївська церква.
Село є на мапі 1800 року.
У 1905—1907 роках тут діяв революційний гурток селян, який підтримував зв'язки а Золотоніською організацією РСДРП. 1905 року стався страйк, робітників вальцьового млина.
У травні 1919 року засновано першу в районі сільськогосподарську артіль.
У період Голодомору у селі померло від голоду понад 200 осіб. Вшановуючи пам'ять загиблих у роки голодомору, в 2006 році у селі встановлено пам'ятний знак.
Під час радянсько-німецької війни 170 митлашівців брали участь в бойових діях на боці СРСР, з них 135 нагороджені орденами і медалями. На честь 103 загиблих в цій війні споруджено обеліски Слави.
Станом на 1972 рік в Митлашівці мешкало 1 496 осіб, тут розміщувалася центральна садиба колгоспу ім. XXI з'їзду КПРС, що мав в користуванні 3,3 тисяч га земельних угідь, з них — 3 тисячі га орної землі. Напрямом господарства була відгодівля свиней. Працювали відділення «Сільгосптехніки». маслозавод, нафтобаза, хлібопекарня, бурякопункт, завод будматеріалів, лабораторії Драбівської дослідної станції рільництва.
На той час у селі працювали восьмирічна школа, де навчалося 187 учнів, 2 клуби на 380 місць, 5 бібліотек з книжковим фондом 21 тисяч примірників, медамбулаторія, аптека, зооветеринарний пункт, відділення зв'язку, ощадна каса, 6 магазинів, чайна, майстерня пошиття одягу, перукарня.

## Населення

### Мовний склад
Рідна мова населення за даними перепису 2001 року:
| Мова       | Чисельність, осіб | Доля     |
| ---------- | ----------------- | -------- |
| Українська | 997               | 98,81 %  |
| Інше       | 12                | 1,19 %   |
| Разом      | 1 009             | 100,00 % |